# Phyllachora spissa
Phyllachora spissa är en svampart som beskrevs av Syd. & P. Syd. 1911. Phyllachora spissa ingår i släktet Phyllachora och familjen Phyllachoraceae.   Inga underarter finns listade i Catalogue of Life.